# Pêche en Côte d'Ivoire
Pour les articles homonymes, voir Pêche.
La pêche en Côte d’Ivoire constitue un secteur d'activité sensible de l'économie nationale ivoirienne. Elle représente 3,1 % du PIB agricole et 0,74 % du PIB total (2001) mais aussi un solde commercial excédentaire de 30 milliards de franc CFA, résultant de la filière d’exportation de produit à forte valeur ajoutée et notamment, des conserves.
Pour le consommateur ivoirien, et en particulier, pour les ménages les plus modestes du pays, le poisson reste la première source de protéines animales en raison de son prix relativement abordable, comparé à celui de la viande. Ainsi, la consommation nationale annuelle varie entre 250 000 tonnes et 300 000 tonnes, tandis que celle des ménages est estimée à 13,2 kg par habitant et par an. Elle est couverte à  67 % par les importations traduisant une forte dépendance du secteur vis-à-vis de l’extérieur.
En vue de réduire cette dépendance, et compte tenu des ressources maritimes nationales limitées, les pouvoirs publics orientent leurs actions vers le développement de la pêche artisanale et en particulier vers l’aquaculture. Ils espèrent ainsi générer des revenus dans le milieu rural, y fixer des jeunes, exploiter le potentiel considérable constitué par les 150 000 ha de lagunes, les 350 000 ha de lacs, les nombreux bas-fonds propices à l’aquaculture et la riche faune aquatique renfermant plus d’une centaine de familles de poissons de plusieurs espèces.
D'une manière générale, la Côte d’Ivoire développe, une pêche maritime articulée principalement sur le port de pêche d’Abidjan avec 156 570 tonnes de poisson débarqué et/ou transbordé des chalutiers, des sardiniers et des thoniers. Le port de San-Pédro avec ses 1 771 tonnes de capture vient en appoint. Il se pratique également dans le pays, le long des 550 km de côte, une pêche maritime artisanale utilisant un grand nombre de débarcadères desservant les principaux marchés locaux. La Côte d’Ivoire connaît enfin une pêche lagunaire pratiquée principalement sur la lagune Ebrié (566 km2), la lagune d'Aby (425 km2) et la lagune de Grand-Lahou (210 km2).

Cette activité de pêche est principalement le fait du groupe des « lagunaires » « Gold Coastiens », notamment les Fante ainsi que les Nzima et accessoirement les Alladian déployant en mer leurs petites pirogues. L’installation des Fante et des Nzima en qualité de pêcheurs est signalée dès le début du XIXe siècle sur la moitié est du littoral et leurs activités commerciales dans le caoutchouc vers de la fin du siècle.
La production lagunaire fournit environ 25 000 tonnes de poissons et de crustacés.

## Historique

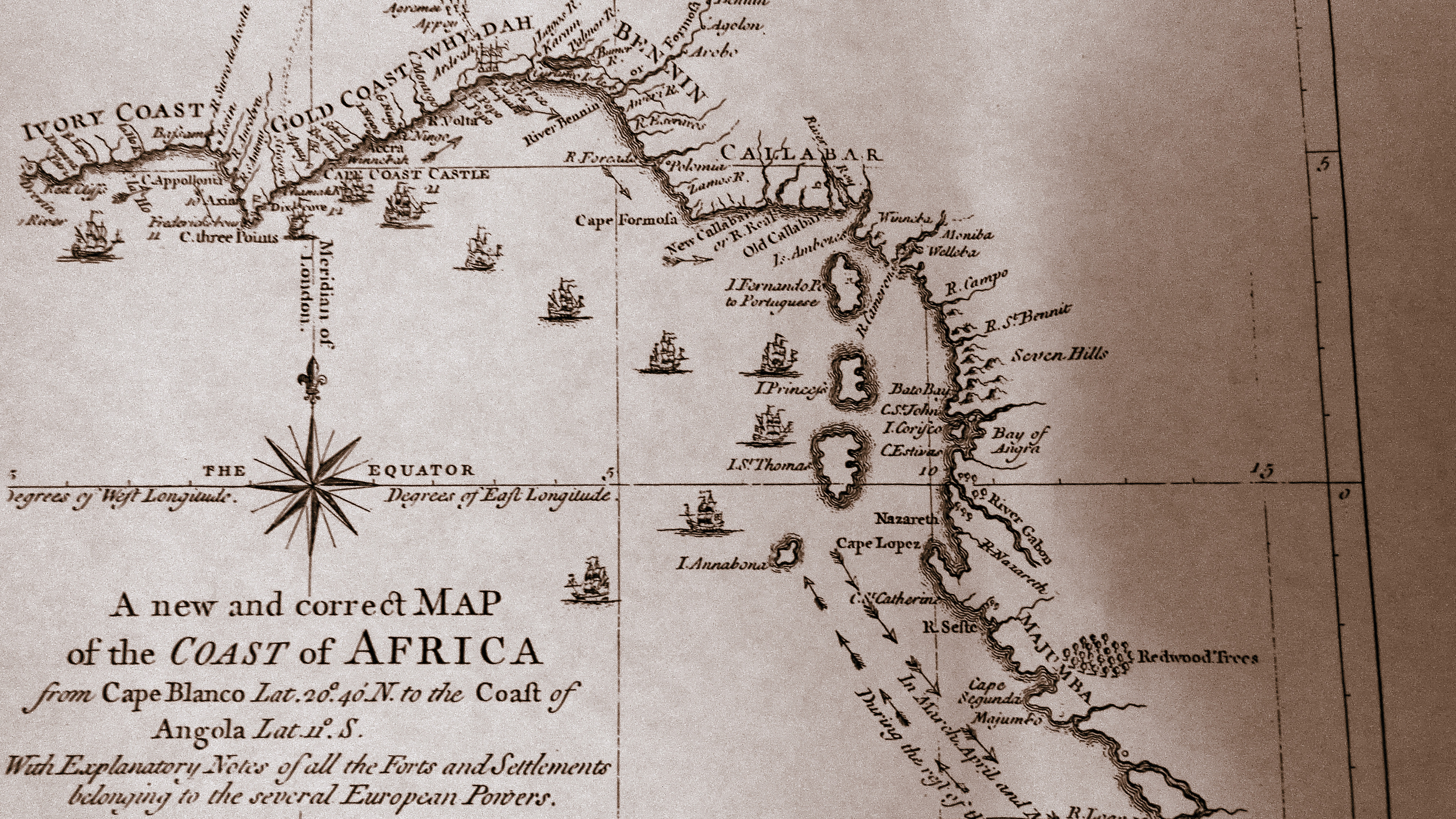
Représentation de la Côte ouest africaine au XVIIIe siècle.

Les différentes tribus de l’hinterland ivoirien pratiquent depuis de nombreux siècles, la pêche continentale traditionnelle orientée vers l’autosubsistance. Sur le littoral, la pêche artisanale lagunaire ou maritime se révèle également, une pratique très ancienne et, à tout le moins, antérieure à l'arrivée des explorateurs Portugais au XVe siècle.
Particulièrement intenses sur l'embouchure du rio de Laguoa (actuel Bandama en Côte d'Ivoire), les principaux foyers d’exploitation maritime restent continûment actifs jusqu’à la fin du XVIe siècle, à l’avènement de la concurrence des autres nations maritimes européennes puis au XVIIe siècle, et connaissent une baisse de régime imposée par le développement des échanges et la traite esclavagiste. Cependant, les rapports des administrateurs coloniaux du début du XXe siècle corroborés par les témoignages d’anciens dans les villages, mentionnent toujours la présence de pêcheurs ivoiriens le long du littoral et permettent de constater que jusqu'à la fin des années quarante, seule une pêche dite « indigène » existe en Côte d'Ivoire.

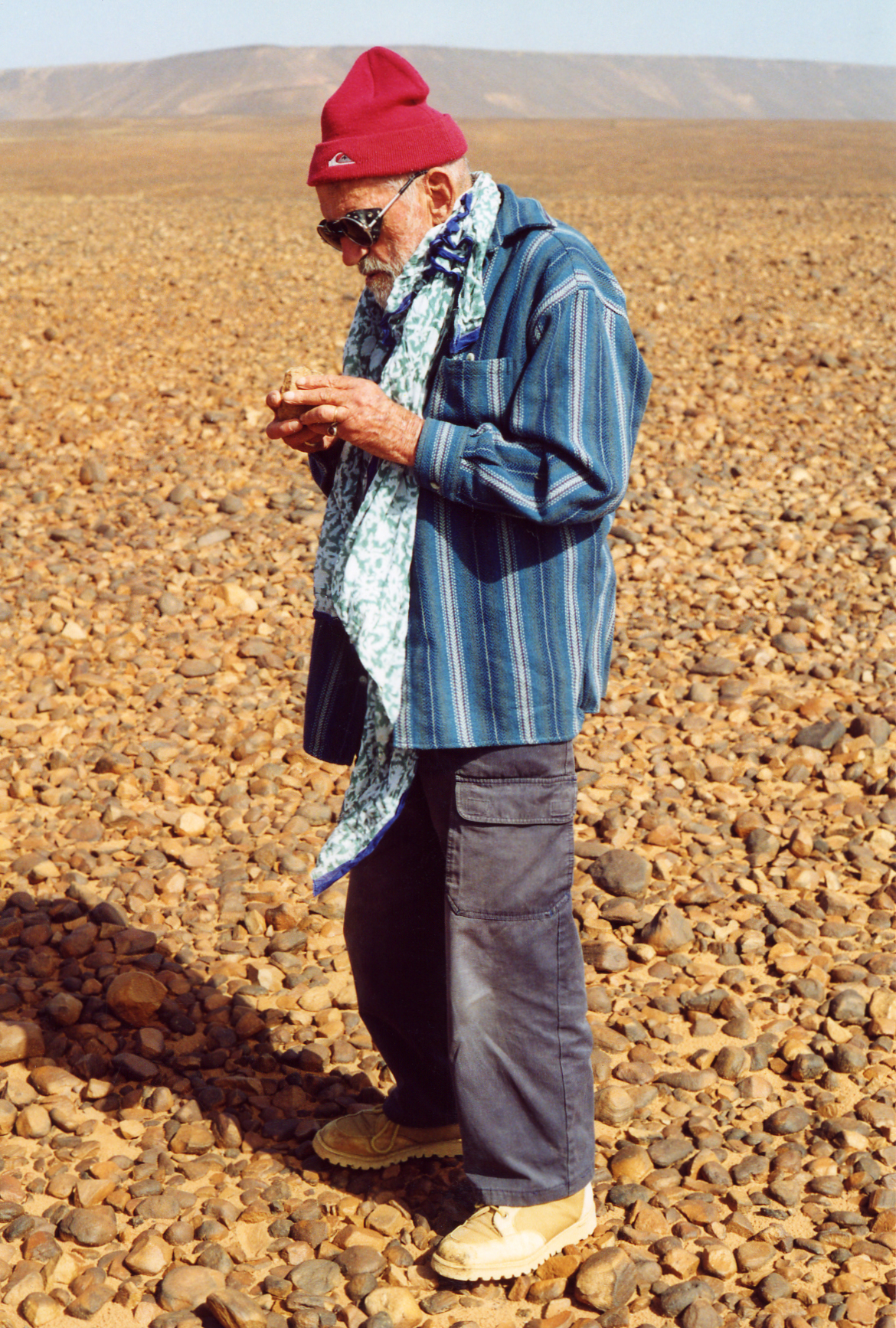
Théodore Monod, naturaliste ayant participé aux premières missions de recherche halieutique sur la côte ouest africaine.

Cette activité de pêche est principalement le fait du groupe des "lagunaires"  "Gold Coastiens", notamment les Fante ainsi que les Nzema et accessoirement les Alladian déployant en mer leurs petites pirogues. L’installation des Fante et des Nzema en qualité de pêcheurs est signalée dès le début du XIXe siècle sur la moitié est du littoral et leurs activités commerciales dans le caoutchouc vers de la fin du siècle.
Les autorités coloniales, pour leur part, peinent à drainer sur les marchés qu'ils contrôlent, la production de cette pêche. Ils en déduisent qu’elle relève du secteur de l'autosubsistance.
Pour autant, le pouvoir colonial considère les pêcheries comme un enjeu économique. Ainsi, en échos à la création par le Gouverneur Roume, en 1906, de l’Office de recherche et d’organisation des pêcheries de l’Afrique Occidentale Française et, dans la droite ligne des missions de recherche halieutique « Gruvel »  et « Monod », les autorités coloniales de Côte d’Ivoire mettent en place un dispositif institutionnel comprenant des services administratifs et techniques, ainsi que des instituts de recherche animés par des experts spécialistes du domaine, en particulier des biologistes et techniciens de pêches. L’administration coloniale diligente des études à des fins statistiques et commerciales sur la filière, mais encore, organise la connexion du dispositif institutionnel avec le secteur privé colonial.
La pêche industrielle, quant à elle, débute au milieu du XXe siècle peu après l'ouverture du canal de Vridi. Elle se développe assez rapidement puis avec l'adoption des Zones économiques exclusives (ZEE) et l'épuisement du gisement de la principale espèce, Sardinella aurita (« sardine »), l'activité de la flottille baisse fortement. Au même moment, et en partie pour contrebalancer le déficit de production, il est noté une importante augmentation des importations de poissons pêchés par les flottilles étrangères dans des eaux lointaines.
En parallèle à cette activité, dès 1955, le pouvoir colonial initie les premières tentatives d'aquaculture avec la création au sein du Service des eaux et forêts, d’une Section de pisciculture et l’établissement  d’un centre de recherche en 1958, près de Bouaké. L'administration ivoirienne qui prend le relais en 1960, érige des cantonnements piscicoles chargés de l'encadrement des pisciculteurs, des stations étatiques d'alevinage ainsi que d’autres centres de recherche. Elle met, également, en œuvre de nombreux projets de développement aquacole.

## Typologie

### La pêche industrielle côtière
La pêche industrielle côtière comprend en Côte d'Ivoire, la pêche au chalut, la pêche sardinière, thonière et crevettière.

#### La pêche au chalut
| Famille       | Espèces          | Espèces                     | % des captures (2005) |
| ------------- | ---------------- | --------------------------- | --------------------- |
| Famille       | Nom commun       | Nom scientifique            | % des captures (2005) |
| Polynemidae   | Pelon ou friture | Brachydeuterus auritus      | 18,32                 |
| Sparidae      | Pageot blanc     | Pagellus bellottii          | 10,35                 |
| Clupeidae     | Rasoir           | Ilisha africana             | 9,19                  |
| Scianidae     | Ombrine          | Pseudotolithus senegalensis | 9,03                  |
| Triglidae     | Grondin          | Trigla sp.                  | 8,28                  |
| Clupeidae     | Hareng           | Sardinella maderensis       | 6,20                  |
| Carangidae    | Plats-plats      | Chloroscombrus chrysurus    | 6,04                  |
| Sphyraenidae  | Brochet          | Sphyraena piscatorum        | 4,49                  |
| Trichiuridae  | Ceinture         | Trichurus lepturus          | 3,81                  |
| Carangidae    | Chinchard        | Decapterus punctatus        | 3,27                  |
| Brotulidae    | Loche            | Brotula barbata             | 2,29                  |
| Polynemidae   | Capitaine        | Galeoides decadactylus      |                       |
| Pomadsydae    | Carpe            | Pomadasys jubelini          |                       |
| Cynoglossidae | Sole             | Cynoglossus canariensis     |                       |
| Cynoglossidae | Sole             | Selene dorsalis             |                       |
| Dasyatidae    | Raie perlée      | Dasyatis margarita          |                       |

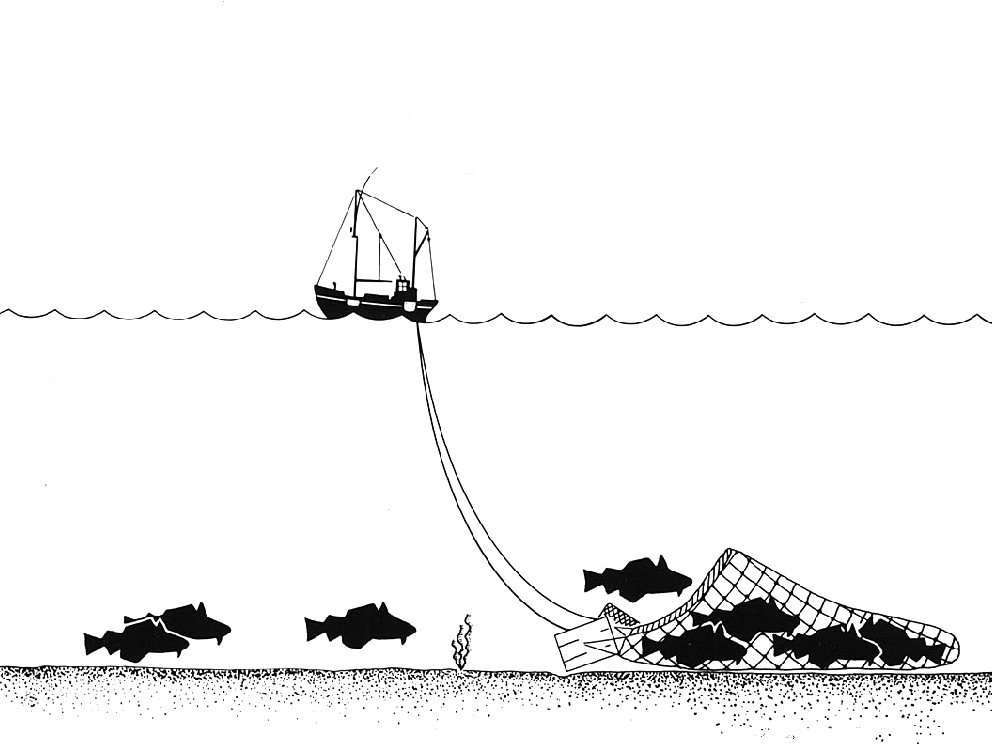
Schéma du principe de la pêche au chalut.

Des chalutiers remorquant des filets de pêche en forme de vaste entonnoir font leur apparition de 1951 à 1954  à l’est d’Abidjan, jusqu’à Bassam où ils effectuent des marées sur les fonds de -15 à -50 m ; et lorsque la pêche se révèle mauvaise dans le secteur Est, ils prolongent les traits de chaluts à Grand-Lahou sur les fonds de -25 m. Les secteurs de Fresco et Sassandra sont visités et exploités à partir de 1955 et deux ans plus tard, les bateaux équipés de sondeurs, élargissent leur aire d’activité au Ghana et au Libéria. L’extension des Zones économiques exclusives (ZEE) doublée d’une hausse de coût du carburant, entraîne une diminution de la fréquentation des eaux voisines qui, d’une manière générale, sont restées des zones peu importantes pour la production chalutière locale.
En tout état de cause, depuis 1990, les chalutiers ivoiriens exploitent exclusivement le plateau continental ivoirien, dans les zones de Grand-Bassam, Jacqueville, Fresco, San-Pédro et Tabou ; et pour l’essentiel, sur la bande des -25 à -50 m de profondeur. L’interdiction du chalutage à l’intérieur du premier mile à compter du 6 décembre 1960 pour protéger les juvéniles et prévenir les naufrages causés par la barre, sera portée à une limite de 3 miles en avril 1967 .
Ainsi, la pêche au chalut exploite sur le plateau continental, un premier stock de poissons situé entre 10 et 50 m de profondeur et composé en majorité d’ombrines (Pseudotolithus senegalensis), de capitaines (Galeoides decadactylus) et de friture (Brachydeuterus auritus) ; ce stock fournit 75-80 % des prises. Un second stock exploité plus en profondeur, entre 50 et 120 m est composé de poissons d’eaux froides à dominance de Sparidés vivant en permanence sous la thermocline.
Il est cependant déploré, la petite taille des mailles des culs de chaluts utilisés en Côte d’Ivoire qui ne laissent pas échapper les plus petits poissons. Ceux-ci, en raison de leur forte capacité de croissance, auraient pu être capturés plus tard à un poids plus élevé.
Encouragés par la faiblesse du plateau continental qui abrite l'essentiel des ressources, mais aussi par la faible performance de leurs embarcations qui n'osent affronter les isobathes les plus profonds, les chalutiers effectuent souvent quelques incursions dans les zones habituellement réservées à la pêche artisanale. Ceci entraîne de fréquents conflits portant préjudice principalement aux pêcheurs artisans.
Une quarantaine d’espèces de poissons sont capturées. Cependant, 80 % de ces captures sont constituées par une dizaine d'espèces appartenant à 9 familles.

#### La pêche sardinière

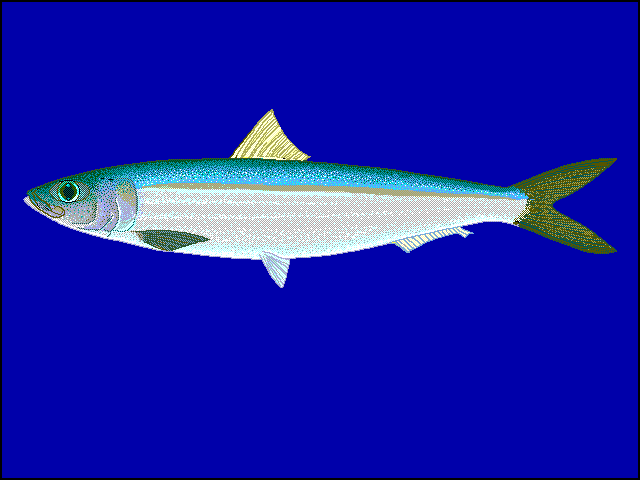
Sardinella aurita.

Le port de pêche d’Abidjan reste le seul point d’attache des sardiniers en Côte d'Ivoire. D'une manière générale, les sardiniers sont des embarcations construites en bois et vieilles de plus de 30 ans. Elles mesurent entre 19 et 28 m de long, avec une puissance motrice variant entre 280 et 500 CV pour un tonnage compris entre 49 et 113 TJB.
Les sardiniers équipés d’un sondeur, d’un radar et munis de senne coulissante longue de 1 200 à 1 300 m avec une chute de 50 à 70 m, effectuent leur pêche, sur la côte est, à la frontière du Ghana, dans un rayon territorial circonscrit à une centaine de milles. Les prises connaissent une baisse en Côte d'Ivoire et au Ghana mais progressent au large de la Guinée et du Sénégal avec des unités plus modernes. Les captures sont conservées à bord, dans des caisses contenant de la glace en paillettes.
Les espèces de poissons couramment capturées par les sardiniers sont au nombre de 23 et appartiennent à 16 familles différentes. Cependant, seules six espèces, dominées par Sardinella aurita (69,73 %), constituent 97 % des prises.

#### La pêche thonière et crevettière
Dans l'industrie ivoirienne des pêches, la pêche thonière et la pêche crevettière (qui concerne principalement la crevette rose Lemeus duorarum), sont pour l’essentiel, destinées à l'exportation. Au demeurant, la pêche thonière occupe une place particulière en raison de ses prises qui sont réalisées totalement en dehors des eaux réservées.
Par ailleurs, il n’existe plus d’armement crevettier ou thonier national. Le seul navire de pêche « Azur »  a été, en 2000, délocalisé au Sénégal tandis que la flottille ivoirienne de pêche thonière (SIPAR) a disparu, depuis 1986.

En 2001, les captures débarquées ou transbordées à Abidjan sont évaluées à 110 000 tonnes, loin devant celles du port de Téma au Ghana (53 000 tonnes) ou encore celles de Dakar au Sénégal, 51 000 tonnes (2000). Abidjan, est de ce fait, en 2001, le premier port thonier d'Afrique de l’Ouest avec des captures réalisées par une quarantaine de senneurs d’origine ghanéenne, française et espagnole.

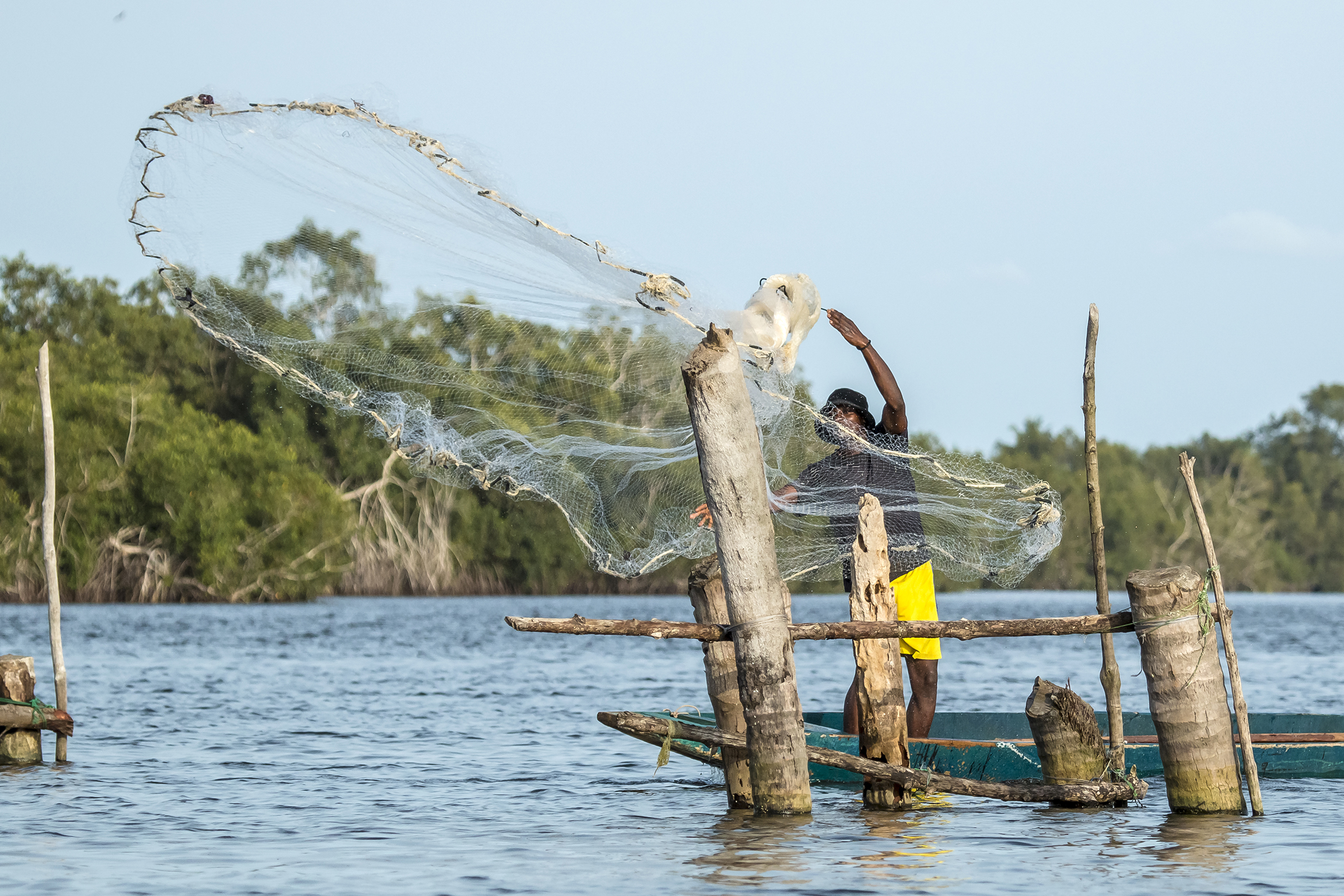
Pêche à l'épervier aux alentours d'Abidjan, en Côte d'Ivoire.

### La pêche artisanale
Les pêches artisanales ivoiriennes regroupent d'une part, des pêches individuelles pratiquées surtout par les Nanakrou et les Alladian, et d'autre part, des pêches collectives réalisées par des Fante, des Awran et des Apolloniens. 85 % des pêcheurs sont Ghanéens. Qu'elles soient individuelles ou collectives, ces pêches sont réalisées au moyen de pirogues monoxyles.
Traditionnellement, La pêche individuelle - ou par équipe de deux - s'effectue au moyen de pirogues légères n'excédant pas 6 m de longueur, en utilisant communément, des lignes et en particulier, des palangres flottantes, des palangres de fond ou encore des palangres verticales. Elle peut également s'effectuer avec des éperviers, des casiers et des nasses à crustacés.

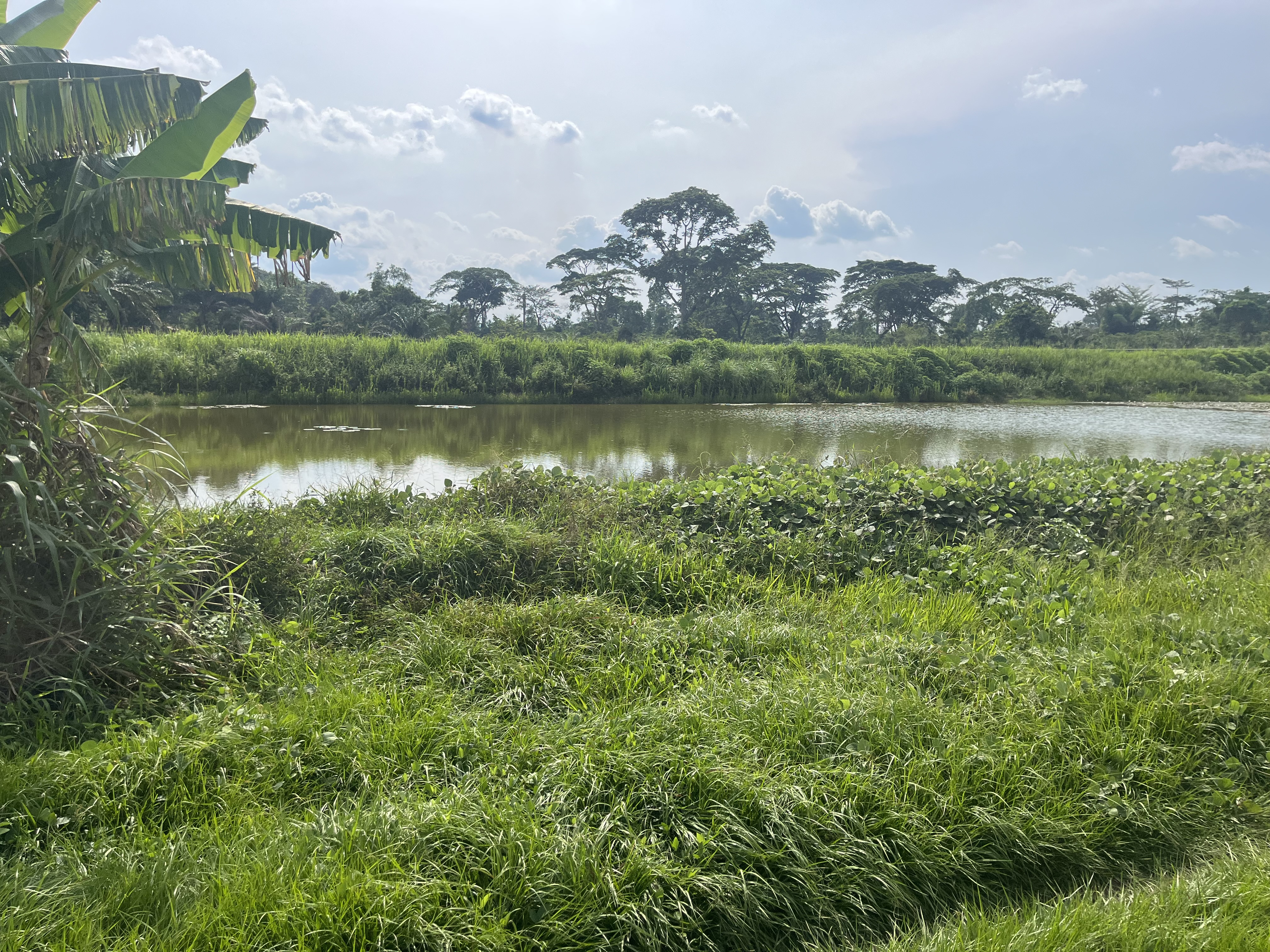
Pisciculture à Man

Les filets maillants sont utilisés assez rarement par les pêcheurs individuels. En revanche, ils sont l'apanage des pêcheurs collectifs. De nombreux types de filets maillants ont été identifiés. Leurs dimensions et leur maillage sont adaptés aux différentes espèces visées. On distingue des filets maillants dérivant de surface, ou encore des filets maillants de fond, posés dans une position perpendiculaire au courant.